# Joseph McGrath (homme politique)
Joseph McGrath (12 août 1888-26 mars 1966) est un homme politique et homme d'affaires irlandais. Il est député du Sinn Féin et plus tard du Cumann na nGaedheal Teachta Dála pour diverses circonscriptions : Dublin St James's (1918-1921), Dublin North West (1921-1923) et Mayo North (1923-1924) et a ensuite une carrière dans les affaires.

## Carrière politique
McGrath est né à Dublin en 1888. En 1916, il travaille avec son frère George chez Craig Gardiner & Co., un cabinet comptable de Dawson Street, à Dublin. Il travaille avec Michael Collins, un collègue à temps partiel, et les deux se lient d'amitié. Dans ses temps libres, McGrath travaille comme secrétaire du Fonds des bénévoles pour les personnes à charge
Il rejoint bientôt la Fraternité républicaine irlandaise. Il combat à Marrowbone Lane lors de l'insurrection de Pâques de 1916. McGrath est arrêté après le soulèvement et emprisonné dans les prisons de Wormwood Scrubs et de Brixton en Angleterre. Aux élections générales de 1918, il est élu député du Sinn Féin pour la circonscription de Dublin St James, puis siège au premier Dáil. Il est également membre de l'Armée républicaine irlandaise, l'armée de guérilla de la république d'Irlande, et organise avec succès de nombreux braquages de banques pendant la guerre d'indépendance irlandaise (1919-1921), où un petit pourcentage des bénéfices est retenu en récompense par lui et ses camarades. Pendant cette période, il est brièvement interné au camp d'internement de Ballykinlar. Il s'échappe en s'habillant en uniforme militaire et en sortant par la porte avec des soldats en permission. Il est finalement repris et passe du temps en prison à Belfast.
En octobre 1921, McGrath voyage avec la délégation du Traité irlandais à Londres dans le staff de Michael Collins. Lorsque le gouvernement provisoire irlandais est créé en janvier 1922, McGrath est nommé ministre du Travail. Lors de la guerre civile irlandaise de 1922 à 1923, il prend le parti des partisans du traité et est nommé directeur du renseignement, en remplacement de Liam Tobin. Dans une lettre forte, écrite à l'encre rouge, McGrath avertit Collins de ne pas faire son dernier et malheureux voyage à Cork.
Il est ensuite nommé responsable du service de renseignement de la police du nouvel État libre d'Irlande, le Criminal Investigation Department ou CID. Il s'inspire du département de la police métropolitaine de Londres du même nom, mais est accusé d'avoir torturé et tué un certain nombre de prisonniers républicains (anti-traité) pendant la guerre civile. Elle est dissoute à la fin de la guerre ; la raison officielle invoquée est qu'une force de police n'est pas nécessaire en temps de paix. McGrath devient ensuite ministre du Travail au sein du deuxième Dáil et du gouvernement provisoire d'Irlande. Il siège également aux 1er et 2e Conseils exécutifs détenant le portefeuille de l'Industrie et du Commerce.
En septembre 1922, McGrath utilise des briseurs de grève pour s'opposer à une grève des syndicalistes du service des postes, bien qu'il ait menacé de démissionner en mars de la même année lorsque le gouvernement menaçait d'utiliser des briseurs de grève britanniques.
En décembre 1922, McGrath est un partisan réticent de la décision du gouvernement d'exécuter quatre prisonniers de haut niveau de l'IRA ; Liam Mellows, Dick Barrett, Rory O'Connor et Joe McKelvey.
McGrath démissionne de ses fonctions en avril 1924 en raison de son mécontentement face à l'attitude du gouvernement à l'égard des officiers de la mutinerie de l'armée et, comme il le dit lui-même, du « gouvernement par une clique et par la bureaucratie de l'ancien régime ». Il voulait dire par là que les anciens combattants de l'IRA étaient négligés et que les objectifs républicains dans toute l'Irlande ont été mis de côté. McGrath et huit autres députés qui ont quitté le Cumann na nGaedheal démissionnent de leur siège au Dáil et forment un nouveau parti politique, le Parti national. Cependant, le nouveau parti ne présente pas de candidats aux élections partielles pour ses anciens sièges. Au lieu de cela, Cumann na nGaedheal remporte sept des sièges et le Sinn Féin remporte les deux autres.
En 1927, McGrath intente une action en diffamation contre les éditeurs de The Real Ireland du poète Cyril Bretherton, un livre qui affirme que McGrath est responsable de l'enlèvement et du meurtre de Noel Lemass (le frère de Seán Lemass) en juin 1923 pendant la guerre civile. McGrath gagne le procès. Au cours des années 1930, McGrath et Seán Lemass se réconcilient et jouent régulièrement au poker ensemble.

## Carrière dans les Affaires
Après sa carrière politique, il se lance dans le secteur du bâtiment. En 1925, il devient conseiller auprès de Siemens-Schuckert, les entrepreneurs allemands du projet hydroélectrique d'Ardnacrusha près de Limerick. McGrath fonde la loterie des hôpitaux irlandais en 1930, ce fait de lui un homme extrêmement riche. Il a d'autres entreprises commerciales prospères, investissant toujours en Irlande et devient le propriétaire et éleveur de chevaux de course le plus connu d'Irlande, remportant le Derby avec Arctic Prince en 1951.

## Vie privée
McGrath est décédé à son domicile, Cabinteely House à Dublin, le 26 mars 1966. Cabinteely House est donnée à l'État en 1986 et le terrain est aménagé en parc public. Le fils de Joseph, Patrick W. McGrath, hérite des entreprises commerciales de son père et est également sénateur du Fine Gael de 1973 à 1977.